# Les Désastres de la guerre (film)
Pour les articles homonymes, voir Les Désastres de la guerre (homonymie).
Pour plus de détails, voir Fiche technique et Distribution.
Les Désastres de la guerre est un court métrage français réalisé  par Pierre Kast, sorti en 1951.

## Synopsis
La violence guerrière décrite par les eaux-fortes que Goya a gravées entre 1810 et 1820.

## Fiche technique
- Titre : Les Désastres de la guerre
- Réalisation : Pierre Kast
- Scénario et commentaire : Jean Grémillon
- Commentaire dit par Jean Grémillon
- Photographie : Arcady
- Musique : Jean Grémillon
- Montage : Claude Nicole
- Société de production : Argos Films
- Producteurs : Anatole Dauman et Philippe Lifchitz
- Producteur associé : Samy Halfon
- Pays d'origine : France
- Format : Noir et blanc - 1.37 - Mono
- Genre : Documentaire
- Durée : 20 minutes
- Date de sortie : 1951
- Visa : 11807 (délivré le 12 décembre 1951)

## Analyse
- « Pierre Kast a tiré des tableaux les plus connus une philosophie impertinente et nihiliste (...) Mais ses œuvres les plus remarquables sont jusqu'à présent La Guerre en dentelles (...) et Les Désastres de la guerre, qui tirent de l'œuvre de Goya un immense réquisitoire contre l'absurdité d'une civilisation meurtrière. Ici, c'est tout le coefficient d'atrocité dont sont chargées ces images qui se déploie en nuages sombres ; tous le pus contenu dans ces cauchemars grandioses nous saute au visage » (Henri Agel, in Le Cinéma, Casterman, 1960, p. 132)
- « Pierre Kast, en restant fidèle à Goya, a su donner à ces visions infernales un prolongement rythmique par la rigueur du montage. Les Désastres de la guerre, c'est l'irrépressible cheminement d'un peuple vers le néant. » (François Porcile)